# Diabeł kulawy
Diabeł kulawy (oryg. Le Diable boiteux) – francuska powieść społeczno-obyczajowa Alain-René Lesage'a z 1707 roku.

## Wydania

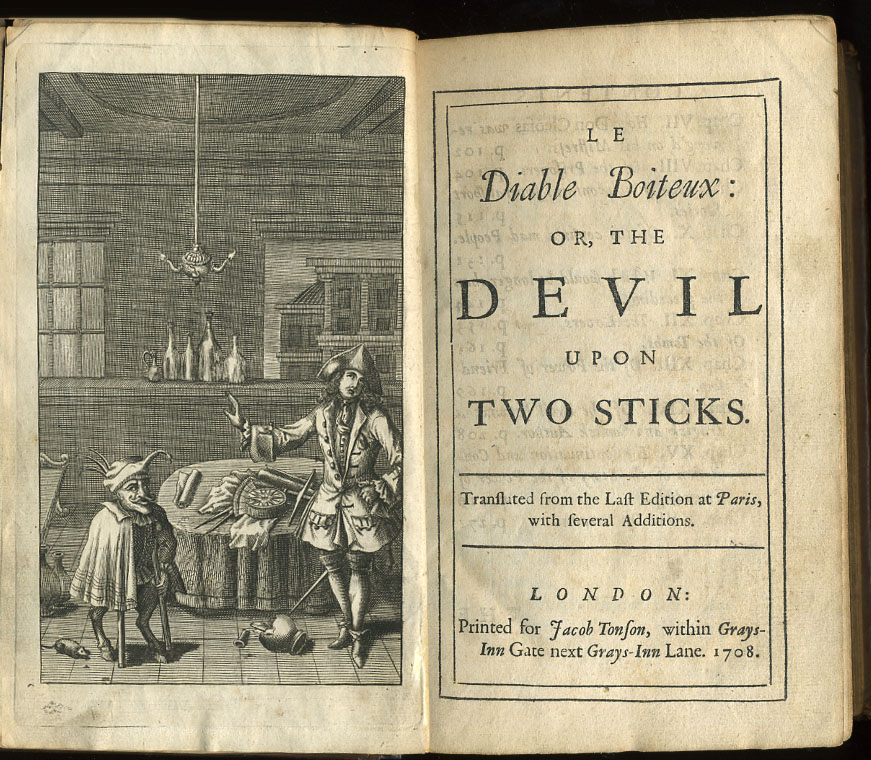
Strony tytułowe wydania angielskiego z 1708 roku

Po raz pierwszy wydana w 1708 nakładem paryskiej księgarni Barbina. W 1726 roku ukazało się wydanie poprawione i rozszerzone. Powieść odniosła w tamtej epoce duży sukces i cieszyła się ogromną poczytnością także w XIX stuleciu. We Francji nie ceniony zbyt wysoko w twórczości Lesage'a, Diabeł kulawy popularny był za to w krajach anglosaskich, a także w Polsce, gdzie pierwszy anonimowy przekład (jako Diaboł kulawy) ukazał się jeszcze w XVIII wieku. W 1853 warszawski księgarz S.H. Merzbach opublikował poczytną edycję w tłumaczeniu Teodora Tripplina. W okresie międzywojennym powieść wydano dwukrotnie ze wstępem i w przekładzie Tadeusza Boya-Żeleńskiego (Kraków 1919, Warszawa 1930), będącym podstawą dalszych wydań powojennych.

## Cechy
Powieść jest swobodnym naśladownictwem utworu Luisa Véleza de Guevary El diablo cojuelo (1641), dostosowanym do francuskiego odbiorcy. Z oryginału zapożyczono przede wszystkim pomysł fabuły, pośrednio nawiązujący do hiszpańskiej powieści pikarejskiej oraz postać kulawego diabła. Wykazuje cechy modnej wówczas powieści awanturniczej, podobnie jak jego znacznie popularniejszy Gil Blas. Jako powieść obyczajowa utwór ma w istocie charakter realistyczny (elementy naddnaturalne stanowią jedynie zabieg formalny), a współcześni mieli w postaciach z Madrytu rozpoznawać rzeczywiste osoby znane w świecie paryskim.  

## Treść

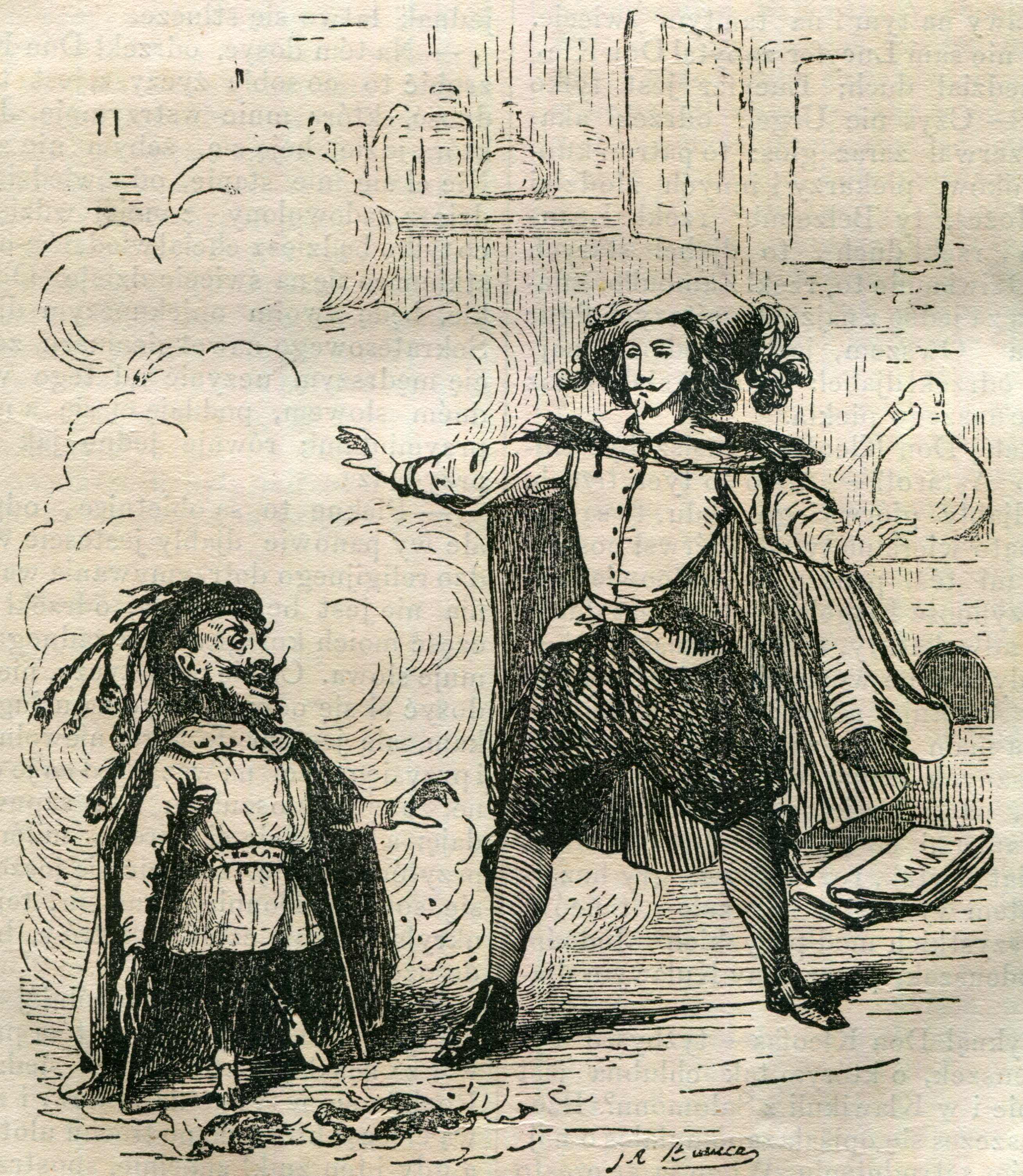
Don Kleofas i kulawy diabeł Asmodeusz (rycina z polskiego wydania 1853 r.)

Student sławnej uczelni w Alcalá – don Kleofas Leandro Perez Zambullo, w ucieczce przed zbirami, którzy pod groźbą śmierci mieli zmusić go do małżeństwa z uwodzoną donną Tomasą, przypadkowo trafia do pustego mieszkania astrologa. Tam uwalnia z zapieczętowanej fiolki więźnia, którym okazuje się kulawy diabeł Asmodeusz. Z wdzięczności zabiera on swego wyzwoliciela w niezwykłą wędrówkę po Madrycie, prezentując podczas niej niechlubne sekrety jego mieszkańców – osób różnych profesji i pochodzących z różnych warstw społecznych. Jego magiczne zdolności umożliwiają wkradanie się do cudzych domostw i wgląd w rozmaite zakamarki, dzięki czemu student poznaje prawdziwe życie stołecznego miasta, zaglądając również do więzień, domów wariatów, przytułków itp.

Temu wspólnemu podglądaniu człowieczeństwa towarzyszą krótsze lub dłuższe opowieści bądź komentarze diabła wyjaśniające obserwowane sytuacje. Krytycznie ukazano całą galerię typów: kokietkę, alchemika, zubożałego arystokratę, autora plagiatów, drukarza antyreligijnych książek, stręczyciela młodzieńców dla zamożnych wdów, lekarzy, prawników, aktorów. Dłuższe historie dotyczą postaci hrabiego de Belflor i Eleonory de Cespedes oraz brata Eleonory i siostry hrabiego, które wieńczy szczęśliwe zakończenie ślubne. 
Na zakończenie Asmodeusz dla przysłużenia się swemu wybawcy prowokuje do śmiertelnej walki jego niedawnych prześladowców, a także znajduje mu godną narzeczoną – uratowaną przez niego z pożaru donnę Serafinę. 